# Selenicereus coniflorus

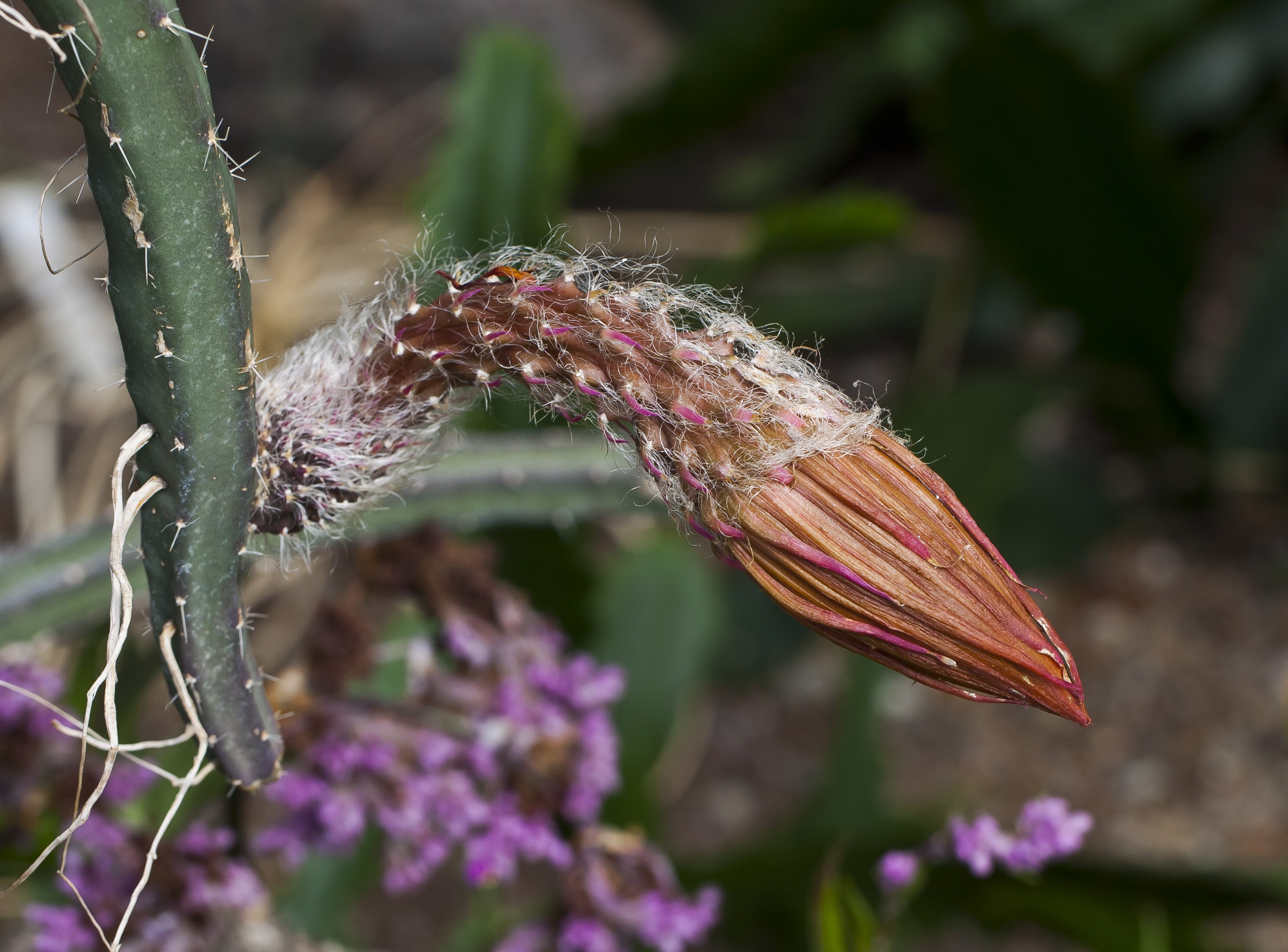
Flor de S. coniflorus sin abrir.

Selenicereus coniflorus (Weing.) Britton & Rose es una especie de planta fanerógama de la familia Cactaceae.

## Distribución
Es endémica de Veracruz-Llave en México. Es una especie rara en la vida silvestre.

## Descripción
Es una planta  perenne carnosa expansiva con tallos armados de espinas, de color verde y con las flores de color  blanco.

## Nombres comunes
- Español:Pitayita de culebra

## Sinonimia
- Cereus coniflorus
- Selenicereus pringlei